# Zpráva z Areciba

Barevné rozložení zprávy dle informací. Vlastní vysílání neobsahovalo žádné informace o barvách.

Zpráva z Areciba (anglicky: Arecibo message) byla vyslána do vesmíru přes frekvenčně modulované rádiové vlny k výročí přestavby radioteleskopu 16. listopadu 1974. Byla směrována na kulovou hvězdokupu M13, vzdálenou 25 000 světelných let, protože M13 bylo velké a blízké seskupení hvězd, které byly viditelné na obloze v čase a místu ceremonie. Zpráva obsahovala 1679 binárních číslic, přibližně 210 bajtů, byla přenášena na frekvenci 2380 MHz a modulována posunem frekvence o 10 Hz s výkonem 1000 kW. Jedničky a nuly byly přenášeny s frekvenčním posunem rychlostí 10 bitů za sekundu. Celkové vysílání bylo kratší než tři minuty (přesně 167,9 vteřiny).
Mohutnost 1679 byla zvolena, protože jde o součin dvou prvočísel. Zpráva byla uspořádána do obdélníku se 73 řádky a 23 sloupci. Další možnost uspořádání 23 řádků a 73 sloupců vytváří neuspořádané nesmysly. Pokud je zpráva přeložena do grafických znaků, vytváří obraz, nebo jeho inverzi.
Dr. Frank Drake (tehdy na Cornellově univerzitě), tvůrce slavné Drakeovy rovnice, zprávu napsal s pomocí Carla Sagana a dalších. Zpráva obsahovala sedm následujících částí, které zakódoval (od shora dolů):
1. Čísla od jedné (1) do desíti (10)
2. Atomová čísla vodíku, uhlíku, dusíku, kyslíku a fosforu, které tvoří deoxyribonukleovou kyselinu (DNA)
3. Vzorce sacharidů a zásad v nukleotidech DNA
4. Počet nukleotidů v lidské DNA a znázornění dvojité šroubovité struktury DNA
5. Znázornění postavy člověka, rozměr (fyzická výška) průměrného muže a lidskou populaci na Zemi
6. Znázornění sluneční soustavy
7. Znázornění rádioteleskopu Arecibo a rozměr (průměr) talíře vysílací antény

Jelikož bude trvat 25 000 let, než zpráva dorazí do zamýšlených cílových hvězd (a dalších 25 000 let pro odpověď), byla zpráva Arecibo spíše ukázkou lidského technologického pokroku než skutečným pokusem o začátek komunikace s mimozemšťany. Ve skutečnosti, hvězdy v M13, kam byla zpráva mířena, už tam nebudou, až zpráva dorazí. Dle tiskové zprávy Cornella News z 12. listopadu 1999 skutečným účelem zprávy nebylo navázat kontakt, ale demonstrace nově instalovaného zařízení.
Stejná zpráva jako v roce 1974 byla znovu odvysílána v roce 2001 v rámci vesmírného projektu „Call“ pod záštitou jedné komerčně založené společnosti v Houstonu v Texasu. Před tímto datem se to podařilo ještě dvakrát a to 30. června a 1. července 1999. Hvězdné cíle těchto re-transmisí byly tři poměrně blízké hvězdy (HD 178428, HD 190406 a HD 190 360). Zpráva byla přenášena 70metrovým radiovým teleskopem u Jevpatorije na Ukrajině.

## Obsah zprávy

### Čísla
```
1 2 3 4 5 6 7 8  9  10
----------------------
0 0 0 1 1 1 1 00 00 00
0 1 1 0 0 1 1 00 00 10
1 0 1 0 1 0 1 01 11 01
X X X X X X X X  X  X
```

Čísla od 1 do 10 v binární podobě (spodní řádek značí začátek každého čísla).
I za předpokladu, že by příjemce rozeznal binární soustavu, kódování čísel nemusí být hned jasné díky způsobu zápisu. K přečtení prvních sedmi čísel, nebereme v úvahu spodní řádek, je třeba číst 3 binární znaky od shora dolů. Čtení čísel 8, 9 a 10 je trochu rozdílné, protože jim byl přidán další sloupec vedle prvního (na obrázku vpravo). To mělo pravděpodobně ukázat, že číslo, které je příliš velké na to, aby se vešlo do jednoho sloupce, je možné zapsat v několika sousedících sloupcích, kde sousedící sloupec nemá základní značku (X). (Jinak řečeno, binární čísla mají u „vyčnívající” značky (X) nejméně významný bit a mohou být zalomena do více sloupců případně řádků.)

### Prvky DNA
```
H C N O P
1 6 7 8 15
----------
0 0 0 1 1
0 1 1 0 1
0 1 1 0 1
1 0 1 0 1
X X X X X
```

Zde se objevují čísla 1, 6, 7, 8 a 15. Jsou to atomová čísla vodíku (H), uhlíku (C), dusíku (N), kyslíku (O), a fosforu (P), ze kterých se skládá DNA.
Čísla 8 a 15 jsou raději zapsána v klasickém rozložení v binární soustavě než v metodě sousedících sloupců jako ve zprávě s čísly na začátku.

### Nukleotid
```
Deoxyribóza
 
Adenin
 
Thymin
 
Deoxyribóza

(C
5
H
7
O) (C
5
H
4
N
5
) (C
5
H
5
N
2
O
2
) (C
5
H
7
O)
```

```
Fosfát
 Fosfát
(PO
4
) (PO
4
)
```

```
Deoxyribóza 
Cytosin
 
Guanin
 Deoxyribóza
(C
5
H
7
O) (C
4
H
4
N
3
O) (C
5
H
4
N
5
O) (C
5
H
7
O)
```

```
Fosfát Fosfát
(PO
4
) (PO
4
)
```

Nukleotidy jsou série pěti atomů, z předchozí části zprávy. Každá série představuje chemický vzorec nukleotidu začleněného v DNA (oproti volné formě nukleotidu).
Například: deoxyribóza (C5H7O v DNA, C5H10O4 ve volné formě), nukleotid na obrázku vlevo nahoře je čten jako:
```
11000
10000
11010
XXXXX
-----
75010
```

tj. 7 atomů vodíku, 5 atomů uhlíku, 0 atomů dusíku, 1 atom kyslíku a 0 atomů fosforu.

### Dvojitá šroubovice
```
11
11
11
11
11
01
11
11
01
11
01
11
10
11
11
01
X
```

```
1111111111110111 1111101101011110 (binární)
= 4
 
294
 
441
 
822 (desítková)
```

Dvoušroubovice DNA (svislý pruh znázorňuje počet nukleotidů, avšak tehdy odhadovaných 4,3 miliard se liší oproti skutečnému počtu 3,2 miliard párů bazí v lidském genomu).

### Lidstvo
```
        X011011
         111111
X0111    110111
         111011
         111111
         110000
```

```
1110 (binární) = 14 (desítková)
```

```
000011 111111 110111 111011 111111 110110 (binary)
= 4
 
292
 
853
 
750 (decimal)
```

Element uprostřed představuje člověka. Vlevo (na obrázku) je zobrazena průměrná výška dospělého muže: 1764 mm. To odpovídá horizontálně psané binární soustavě 14x znásobena vlnovou délkou zprávy (126 mm). Vpravo je zobrazena velikost populace na Zemi v r. 1974 (4,3 miliardy). V tomto případě je číslo orientováno horizontálně se základním znakem vlevo nahoře obrázku.

### Planety
```
                    
Země

Slunce
 
Merkur
 
Venuše
    
Mars
 
Jupiter
 
Saturn
 
Uran
 
Neptun
 
Pluto
```

Sluneční soustava, zobrazuje Slunce a planety v jejich pořadí od Slunce. Pluto je od 11. 6. 2008 zařazeno do kategorie plutoidů (trpasličí planeta).
Země jako třetí planeta od Slunce je graficky výše než ostatní planety, aby se identifikovala jako planeta, ze které byl signál vyslán. Navíc je lidská postava zobrazena "stojící" na obrázku Země.

### Teleskop
```
spodní dva řádky:
     100101
<--- 111110X --->

100101 111110 (binární) = 2 430 (desítková)
```

Poslední část představuje radioteleskop v Arecibu s průměrem antény (2430 znásobená vlnová délka dává hodnotu 306,18 m).